# Neoitamus potanini
Neoitamus potanini är en tvåvingeart som beskrevs av Pavel Lehr 1966. Neoitamus potanini ingår i släktet Neoitamus och familjen rovflugor. Inga underarter finns listade i Catalogue of Life.